# 中央少年广播合唱团
中央少年广播合唱团，简称中央少广，也称“孟团”，是隶属于中央人民广播电台的童声合唱团。该团成立于1951年，于2020年改团名为北京金帆音乐厅深空少年合唱团并同时从中央人民广播电台中独立出来。

## 历史
中央少年广播合唱团是中国第一支童声合唱团，也是第一支出国演出的团体。中央少年广播合唱团的的足迹踏遍全球，曾多次出访欧洲各国，受到当地人民的好评。目前，常任指挥是孟大鹏教授。

### 团名更改
中央人民广播电台、中央电视台、中国国际广播电台在2018年并入中央广播电视总台，但三台原来的部分下属机构（包括中央少年广播合唱团）没有立即接到总台的合并指示，导致中央少年广播合唱团在此期间不能对外以原团名自称，只好自称“孟团”。2020年中央广播电视总台决定解散原中国国际广播电台下属的少年合唱团，并将原中央人民广播电台下属的中央少年广播合唱团与原中央电视台下属的银河少年合唱团合并。但因两团理念以及训练方式不同，两团不愿意合并，于是中央少年广播合唱团决定在位于北京市西城区赵登禹路北京三十五中学内的北京金帆音乐厅成立北京金帆音乐厅深空少年合唱团（Beijing Jinfan Concert Hall Deep Space Children's Choir），将原中央少年广播合唱团的团员直接全员转入北京金帆音乐厅深空少年合唱团中。所以虽然名义上少广与银河合并，实际上只有银河留在了总台，少广改名深空，并从总台中独立出来，不再受总台管辖。2020年12月12日，北京金帆音乐厅深空少年合唱团在北京金帆音乐厅举办了建团音乐会。